# دانوون ریکتس
دانوون ریکتس (انگلیسی: Donovan Ricketts؛ زادهٔ ۷ ژوئن ۱۹۷۷) بازیکن سابق و مربی فوتبال اهل جامائیکا است.
از باشگاه‌هایی که در آن بازی کرده‌است می‌توان به باشگاه فوتبال لس آنجلس گلکسی، پورتلند تیمبرز، باشگاه فوتبال اورلاندو سیتی، باشگاه فوتبال بولتون واندررز، باشگاه فوتبال برادفورد سیتی، و باشگاه فوتبال مونترال اشاره کرد.
وی همچنین در تیم ملی فوتبال جامائیکا بازی کرده‌است.